# الدوري الفنزويلي الممتاز 1984
الدوري الفنزويلي الممتاز 1984 (بالإسبانية: Primera División Venezolana 1984)‏ هو الموسم 64 من الدوري الفنزويلي الممتاز. كان عدد الأندية المشاركة فيه 11، وفاز فيه ديبورتيفو تاشيرا.